# Fujinomiya, Shizuoka
Fujinomiya (富士宮市 (Phú Sĩ Cung thị) Fujinomiya-shi) là thành phố thuộc tỉnh Shizuoka, Nhật Bản. Tính đến ngày 1 tháng 10 năm 2020, dân số ước tính thành phố là 128.105 người và mật độ dân số là 330 người/km2. Tổng diện tích thành phố là 389,1 km2.

## Địa lý

### Đô thị lân cận
- Shizuoka
  - Shimizu
  - Fuji
  - Gotemba
  - Oyama
- Yamanashi
  - Nanbu
  - Minobu
  - Narusawa
  - Fujikawaguchiko
  - Fujiyoshida